# 衝鋒派
衝鋒派（Stunticons，陸譯「飛虎隊」，港譯「特技黨」或是「衝鋒派」）是變形金剛系列中的一支虛構隊伍，在不同的作品中出現過。通常是狂派方的團隊，且成員載具以陸地車輛為主。

## G1動畫
在G1動畫中，特技金剛最早在第二季出場，作為狂派(Deception)的其中一隻合體金剛隊伍。這支隊伍的建造起因在於，狂派領袖密卡登(Megatron)感到博派(Autobot)車隊在地面上橫衝直撞而狂派卻沒有與之相對抗的部隊，故用由人類那裡擄獲的汽車改造而成的狂派機械人，他們原本沒有靈魂而要由密卡登遙控，直至後來帶他們去到賽博坦星，找到一部自稱比賽博坦古老的電腦原能矩陣才令他們有了靈魂並成為狂派變形金剛，5個衝鋒派機械人能合體成為「威脅者」（Menasor，陸譯「飛天虎」）。
「衝鋒派」可說是狂派的飆車族也是最像博派的狂派機械人，也因此在動畫當中，當他們搶劫地球人能源時被誤會是博派機械人，和他們打對台的是博派的飛空派(Arielbots)，陸譯「飛行太保」。
- 汽車大師(Motormaster，港譯：車主)：衝鋒派的隊長兼萬能喪士的身體，原本是一輛超速而被警察追捕的Kenworth K104卡車。
- 搶劫(Drag Strip，港譯：迪士龍)：衝鋒派的成員兼萬能喪士的右手，原本是一輛要衝過終點的Tyrrell P34賽車
- 莽撞(Wildrider，港譯：亂衝)：衝鋒派的成員兼萬能喪士的左脚，變形成為一輛法拉利308汽車
- 封鎖(Dead end，港譯：死路)：衝鋒派的成員兼萬能喪士的左手，他原本是一輛被賊人用來打劫銀行的賊車，其車款是寶時捷928汽車
- 打擊(Breakdown，港譯：死火)：衝鋒派的成員兼萬能喪士的右腳，他是變形成為一輛林寶堅尼Countach汽車。

### 成員載具示意圖

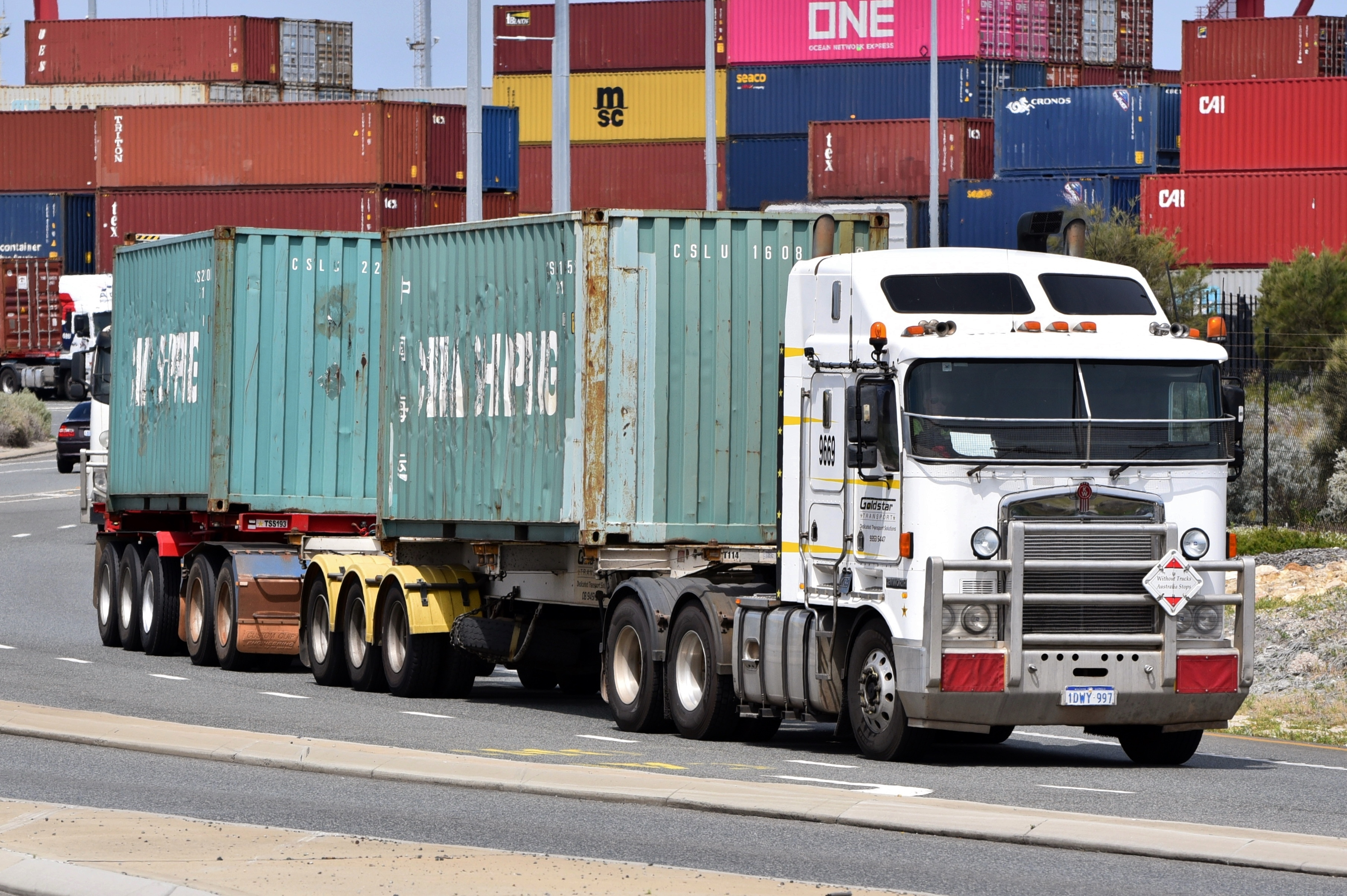
車主/汽車大師變形成為Kenworth K104卡車
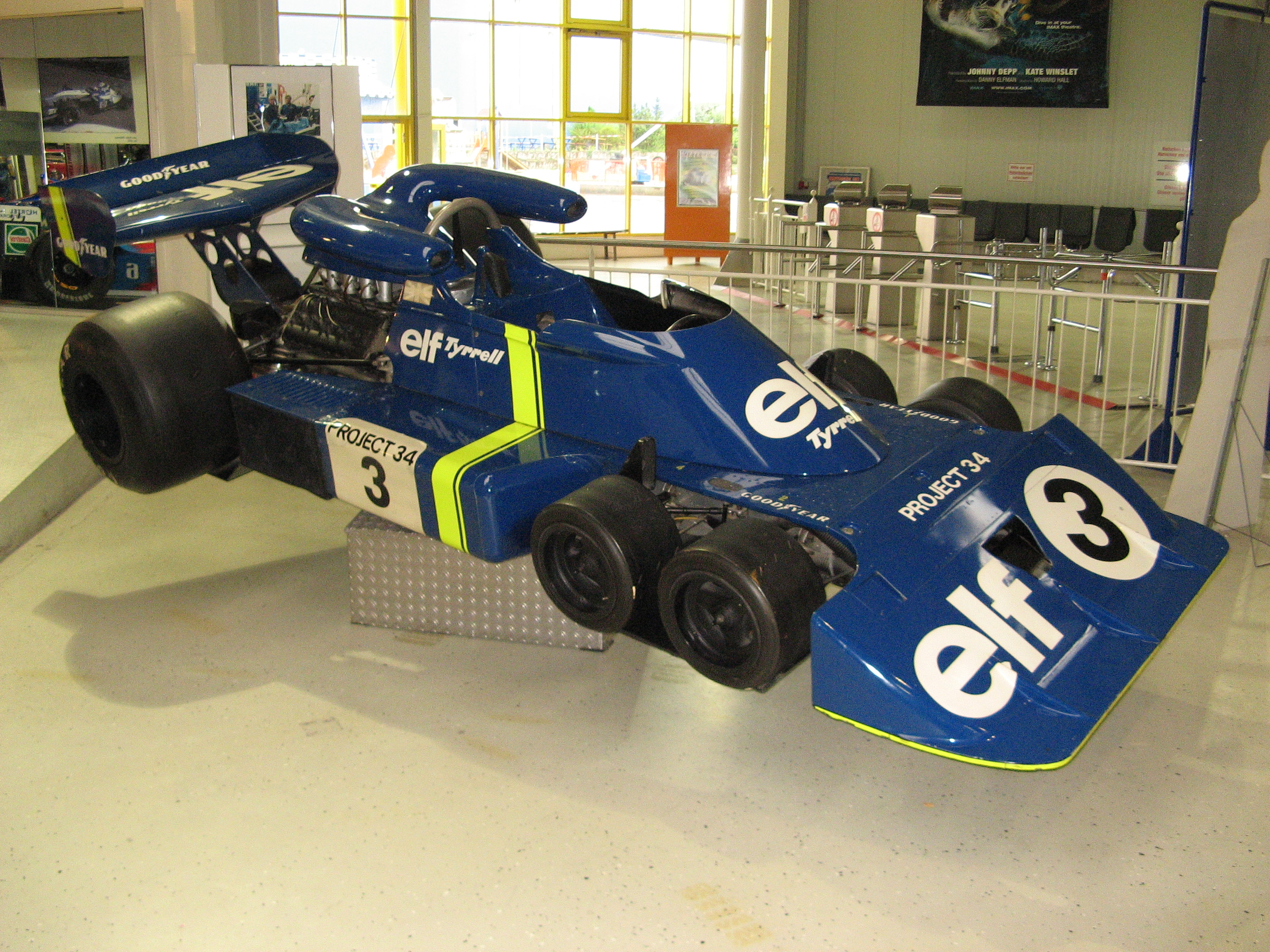
迪士隆/搶劫變形成為 P34賽車
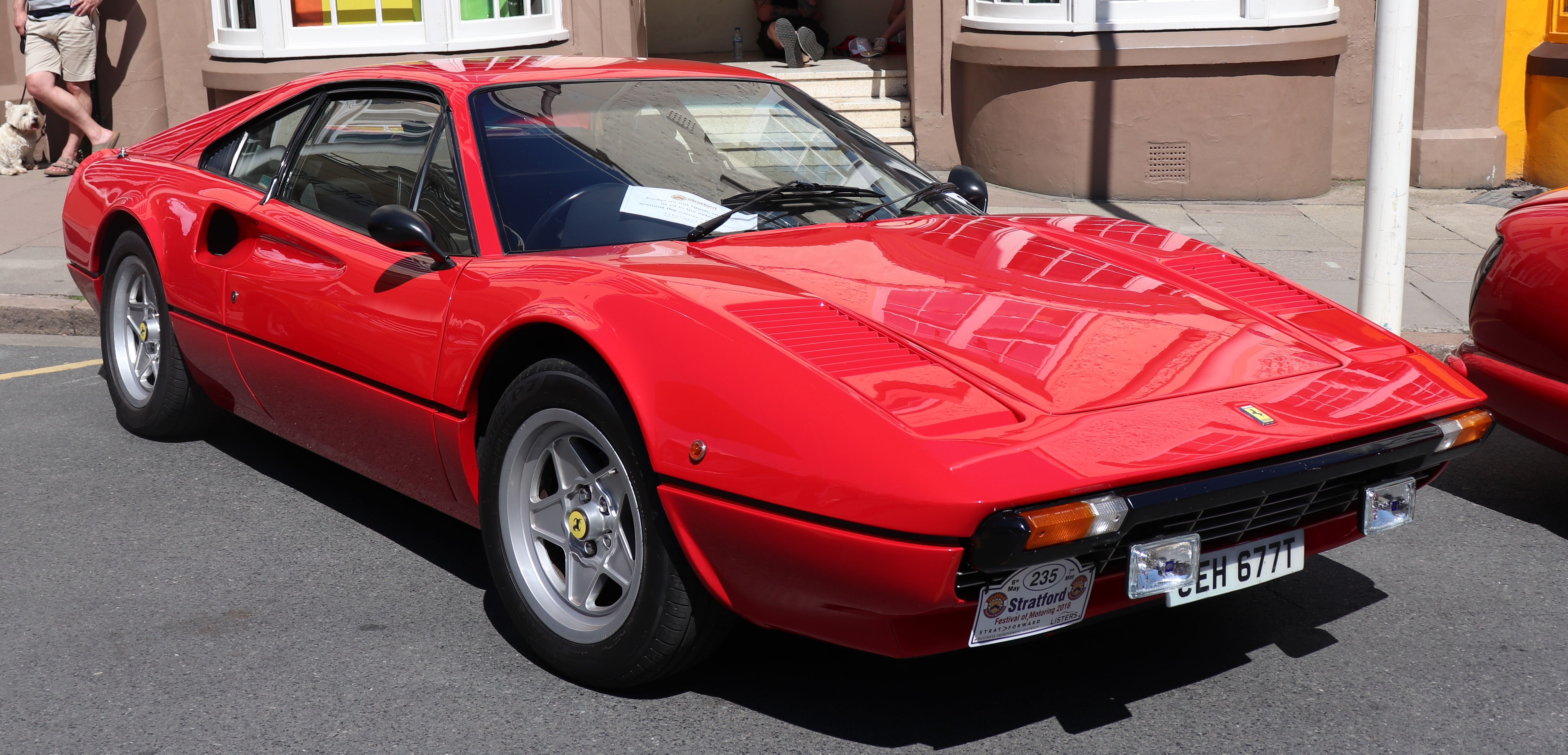
亂衝/莽撞變形成為法拉利308汽車
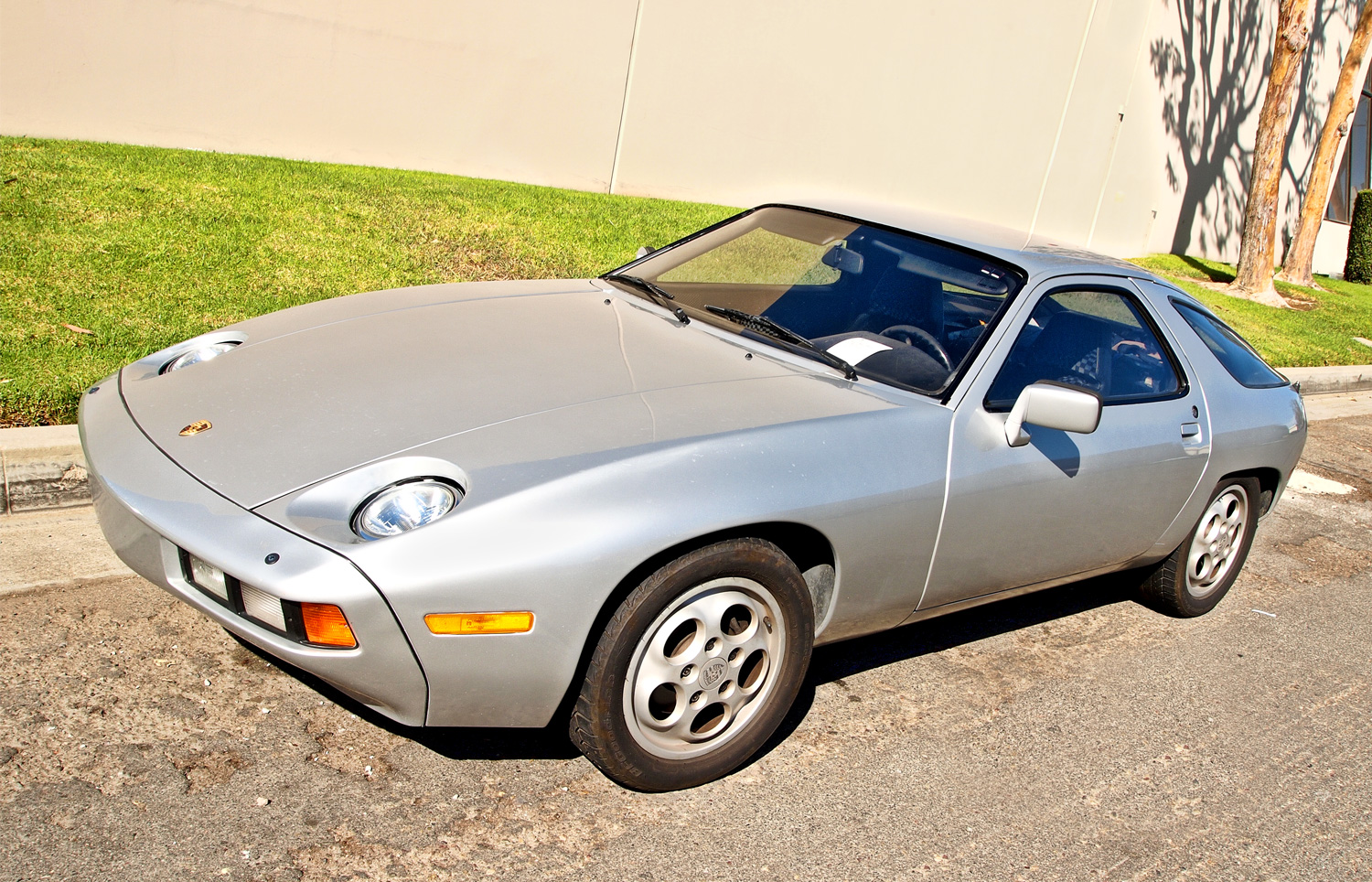
死路/封鎖變形成為寶時捷928汽車
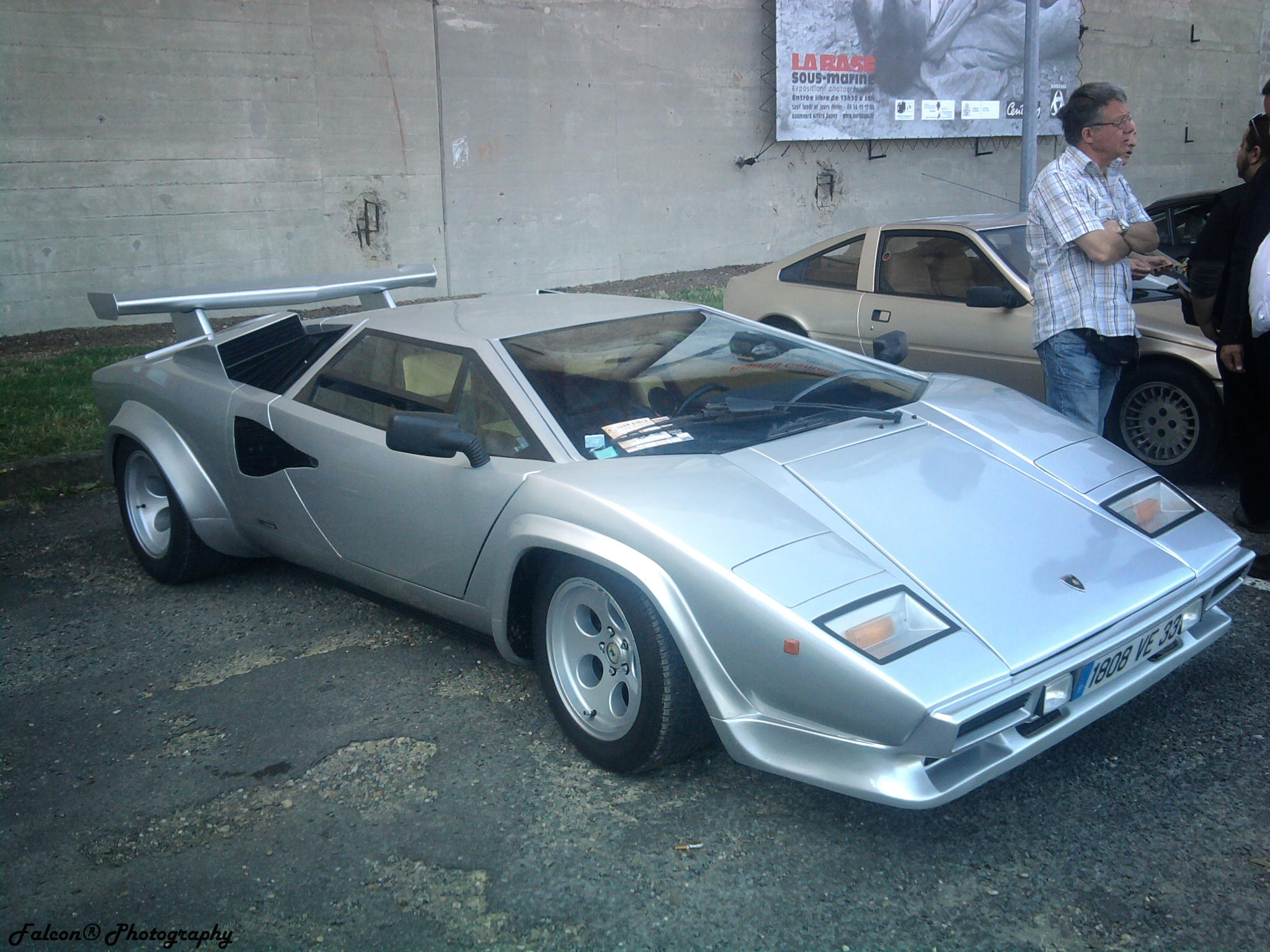
打擊/死火變形成為林寶堅尼Countach汽車

## 聯合宇宙世界觀(Aligned continuity)
聯合宇宙世界觀是孩之寶在2010年代推動的一個概念，目的是希望將變形金剛的相關作品整合在同一個世界觀中。此世界觀包含四部動畫作品、兩部電玩作品和一些小說、一部設定集，如下表所列。衝鋒派的成員在部分作品中登場。
| 年份      | 標題                                                              | 性質     |
| --------- | ----------------------------------------------------------------- | -------- |
| 2010      | 《變形金剛：賽博坦之戰》(Transformers: War For Cybertron)         | 電玩遊戲 |
| 2010~2013 | 《變形金剛：領袖之證》(Transformers Prime)                        | 電視動畫 |
| 2011~2016 | 《變形金剛：救援機器人》(Transformers: Rescue Bots)               | 電視動畫 |
| 2012      | 《變形金剛：賽博坦的殞落》(Transformers: Fall Of Cybertron)       | 電玩遊戲 |
| 2014~2020 | 《變形金剛：領袖的挑戰》(Transformers: Robot In Disguise)         | 電視動畫 |
| 2019~2021 | 《變形金剛：救援機器人學院》(Transformers: Rescure Bots Accademy) | 電視動畫 |

### 變形金剛：領袖之證
在2010年播映到2013年的《變形金剛：領袖之證》(Transformers Prime)中，衝鋒派並未出現，但是「打擊」，「Breakdown」這個名字給了另一個狂派金剛角色。
在本作中的打擊是狂派的軍醫擊倒(Knock out)的搭檔，一個身材魁武的狂派金剛，配色和原始設定一樣、有著藍色和白為主的身體，臉則是橘色的，變形成一輛重型箱型車，武器包括肩膀上的雷射炮和手部內建的槌子。個性比較憨厚直莽，智商不高，和博派成員鐵漢(Bulkhead)有過節，雖然後來鐵漢曾經把打擊從M.E.C.H中救出、但並未完全化解。最後在和駭翼一起追擊黑寡婦(Arachnid)的過程中被黑寡婦用計殺死、其殘骸被M.E.C.H用來重建薩拉斯的軀體。由亞當‧艾德溫(Adam Baldwin)聲演。

### 變形金剛：領袖的挑戰[2]
在劇情上延續《變形金剛：領袖之證》、於2015~2017年播映的《變形金剛：領袖的挑戰》系列動畫中，衝鋒派作為一隻反派合體金剛隊伍，在第四季出場，呼應該季的副標題「合體之力」(Combinerforce)。該小隊並由汽車大師率領，對抗大黃蜂(Bumblebee)率領的小隊。
此版本的衝鋒派是一隊遺留在地球上的狂派，儘管博派和狂派之間的戰爭已經在前作的最末季隨著密卡登的死亡結束，但是他們仍然在地球活動。他們的目標是統治地球上的所有道路、成為公路的霸主，因此對速度有著相當的追求，甚至曾經因為磁浮列車的引擎跑得比他們快，所以打算拆下其引擎的劇情。
但是在成員組成上，因為在G1動畫中的原始成員之一的打擊已經在本作的前作中以不同的形象出現、並死亡了，因此本此出現的衝鋒派成員略有不同，組成如下所列：
- 汽車大師：一如往常擔任衝鋒派的首領，也是萬能喪士的身體部分。身材高大、維持類似G1動畫中的設定，身體以黑色、灰色和紫色為主，變形成一輛未來科技風格的大卡車，具有厚重的裝甲、可以輕鬆彈開大部分的雷射攻擊。個性蠻橫暴燥，以力量壓制其手下，因此在合體時的控制能力不佳。由崔維斯·威林姆(Travis Willingham)聲演[4]，其也負責在合體狀態為萬能喪士配音。
- 尋熱(Heatseeler)：本作增加的新成員，在第四季第一集登場，成為衝鋒派第一個登場的成員[5]。身體以灰色為主色調，以身紅色和深紫色點綴，載具模式是四輪重型越野車，可以從引擎蓋處發射無法擺脫的熱追蹤導彈，在機器人型態則是從小臂發射。在合體模式下變形成萬能喪士的左腳。個性狂妄。由麥基‧凱利(Mikey Kelley)聲演[6]。他的熱追蹤導彈在零距離的引爆下，初次讓大黃蜂(Bumblebee)、鐵腕(Strongarm)、斯韋伯(Sideswipe)、鋼鎖(Grimlock)、飄移(Drift)合體。
- 莽破(Wildbreak)：本作增加的新成員，在本作第四季第六集出現[7]。和搶劫共用動畫模組，只有同步和顏色不一樣，身體以深灰色為主色調，特殊能力是釋放出衝擊波，短暫癱瘓敵人，不過對其同伴不會造成影響。載具模式是和搶劫一樣的未來風格跑車。個性膽小，和搶劫關係不錯，在兩人中是比較天真被動的那一個。可以和搶劫合體成為搶破。由戴夫‧威登堡(Dave Wittenberg)聲演[8]。
- 搶劫(Dragstrip)：和G1的設定中一樣的成員，在本作第四季第六集出登場[7]。和莽破共用動畫模組，但身體以土黃色為主色調，有部分的紫色點綴。可以使用氮氣達到極快的瞬間加速，在機器人模式下可以從背後發動，其在本作中第一次發動此能力再次讓大黃蜂等人合體。變形成和莽破一樣的未來風格跑車。個性上並不顯著，和莽破關係不錯，是兩人中比較主導的那一個，曾經顯示出想要脫隊自立的想法，不過還算照顧莽破。可以和莽破合體成為搶破。由莫里斯·拉馬什(Maurice LaMarche)聲演[8]。
- 裂痕(Slashmark)：本作增加的新成員，在第四季第10集〈失序人格〉(Disordered Personalities)中初登場[9]，和尋熱共用機器人型態和載具型態的動畫模組，但身體以靛紫色和淺灰色為主，臉部為深紅色，變形成四輪重型越野車，可以用威力強大的輪胎在馬路上留下裂痕，在啟動時輪胎會發出綠色光芒，並可以在機器人形態時取下、握在手中當作環型武器使用。個性喜好戲劇化，講話的語調有著誇張的抑揚頓挫，但是有點過度認真。由多次在變形金剛作品中配音的大衛‧凱伊(David Kaye)聲演[10]。

此版本中，除了衝鋒派可以全員可以合體成為萬能喪士外，也展現了兩名成員之間也可合體的能力：
- 搶破：由莽破和搶劫合體而成，體型約是一般變形金剛大小的兩倍，軀幹是搶劫的土黃色，由搶劫的配音員莫里斯·拉馬什聲演。

- 熱痕：由尋熱和裂痕合體而成，體型是兩人的總和，在第四季第12集〈黃金騎士〉(The Golden Knight)初次登場[11]，由尋熱的配音員麥基‧凱利聲演。

## 變形金剛：地球火種(Transformers: Earthspark)
在2022年播放的本作中，雖然衝鋒派並沒有以團隊模式出現，但是其中一名成員打擊以個人的方式出現在本作中。在本作的背景中，博派和狂派的戰爭隨著密卡登決定改變實現理想的方式而結束了，大部分不願放棄抵抗、或是和人類合作的狂派散落在地球四處，包括打擊。
本作中的打擊在戰前和大黃蜂是同樣喜歡賽車的朋友。在躲藏於地球期間，和大黃蜂保持聯繫、並經常一起賽車。在該作中的變形金剛追捕組織「G.H.O.S.T」要追捕大黃蜂時，為了避免他們一起掃瞄到會一同出現在賽車場的打擊，大黃蜂先一步和打擊通風報信，但打擊卻不願意退出比賽。最後在賽車場上兩人一起被G.H.O.S.T的人圍攻時，受傷的打擊在最後一刻將大黃蜂拋出賽車場、自己則被抓捕歸案。
本作的打擊造型類似G1動畫，身體以藍色和灰白色為主色，臉部是橘紅色的，由羅傑‧克雷格‧史密斯(Roger Craig Smith)聲演。

## 外部連結
- Birth of the Stunticons （Re-edit and Re-loaded） （页面存档备份，存于）
- Transformers Stunticons G1 （页面存档备份，存于）
- Stunticons vs. Aerialbots （first battle） （页面存档备份，存于）